# Харьковский городской совет
Ха́рьковский городско́й сове́т (укр. Ха́рківська міська́ ра́да) — избираемый орган городского самоуправления*, орган местной законодательной власти, а также одна из административно-территориальных единиц в составе Харьковской области. Входит в состав Харьковской агломерации. Главой в советское время являлся председатель горсовета, ныне — харьковский городской голова. Состоит из народных депутатов, избираемых населением города (плановые выборы проводились один раз в два, три или четыре года; сейчас раз в пять лет). Органом исполнительной власти, подчинённым горсовету, являлся Харьковский исполнительный комитет городского Совета депутатов трудящихся (Харьковский горисполком).

## Состав административно-территориальной единицы
- город Харьков — 1 451 522 чел.
  - Шевченковский район — 225 тыс. чел.
  - Новобаварский район — 108,7 тыс. чел.
  - Холодногорский район — 91,3 тыс. чел.
  - Немышлянский район — 142 тыс. чел.
  - Киевский район — 180,8 тыс. чел.
  - Слободской район — 150 тыс. чел.
  - Основянский район — 94 тыс. чел.
  - Салтовский район — 305 тыс. чел.
  - Индустриальный район — 158 тыс. чел.
- Села:
  - пгт Кулиничи
  - село Бра́жники
  - село Заи́ки
  - посёлок Перемо́га

## Городской голова
Городской голова является главным должностным лицом территориальной общины, представляет её интересы, избирается на 5 лет и осуществляет свои полномочия на постоянной основе. Он возглавляет исполнительный комитет городского совета, председательствует на заседаниях городского совета.

### Городские головы (с 1990 года)
- Кушнарёв, Евгений Петрович (1990—1998); Первый городской голова Харькова времён независимой Украины.
- Пилипчук, Михаил Дмитриевич (1998—2002)
- Шумилкин, Владимир Андреевич (2002—2006); на должность главы претендовало 16 человек. На выборах 2002 года Шумилкин набрал почти 36,5 % голосов. Второе и третье места заняли секретарь обкома КПУ Алла Александровская и председатель Харьковской ОГА Анатолий Семенченко. На четвёртом месте — «против всех» (ни одного из 14 претендентов на кресло председателя не поддержали чуть больше 17 %)[3].
- Добкин, Михаил Маркович (с 2006 по 18 марта 2010 года[4]); на выборах 2006 года за него проголосовали 309 413 харьковчан. Следом за ним — Владимир Шумилкин, за которого отдали свои голоса 167 386 харьковчан. Алла Александровская получила 57 978 голосов, «против всех» — 49 479 голосов[5].
- Кернес, Геннадий Адольфович, (и. о. с 18 марта 2010 года[6], выбран 31 октября 2010 года, зарегистрированный 14 ноября 2010 года[7], принёс присягу 24 ноября 2010 года до 17 декабря 2020)
- Терехов, Игорь Александрович, (и. о. с 17 декабря 2020 года[8], выбран 31 октября 2021 года, зарегистрированный и принёс присягу 11 ноября 2021 года[9]); В связи со смертью Геннадия Кернеса был избран исполняющим обязанности городского головы.

### Распоряжения городского головы
- Распоряжения городского головы

## История
Предшественником современного горсовета были некоторые другие формы местного городского самоуправления.
С начала заселения Харьковского городища в начале 1650-х годов был образован Харьковский слободской казачий полк, существовавший с 1651-59 до 1765 года. Функции военной и гражданской власти совмещал избиравшийся единожды и навсегда (если его не отстраняла центральная власть) полковник. Он заведовал администрацией, вёл судебные дела, раздавал земли, выдавал от своего имени грамоты и водил полк в походы. Управляли полком также полковой судья, обозный, есаул, хорунжий, полковые писари (обычно двое), которых тоже выбирали (навсегда). Первый харьковский полковник доподлинно не известен (1651—1659); последним, обладавшим административно-гражданскими полномочиями, был Матвей Куликовский (1765).
28 июля 1765 года была образована Слободско-Украинская губерния во главе с губернатором, который назначался. Первым губернатором был Евдоким Щербинин. С 1767 года по согласованию с губернской канцелярией стали назначаться, а затем через несколько лет избираться градоначальники Харькова. Первым из них (назначенным) стал сотник в отставке Павел Гуковский, вторым (избранным) — б. подпрапорный Фёдор Афанасьев.
В октябре 1780 года, после образования Харьковского наместничества, был создан Харьковский городской магистрат. Первоначально его функцией была местная судебная власть (судопроизводство). Во главе его стоял бургомистр; первыми бургомистрами стали бывшие сотники Моренко и Фесенко.
В том же октябре 1780 года было учреждено Харьковское дворянское собрание. Губернский предводитель дворянства избирался представителями дворянского съезда; уездные предводители дворянства также избирались. Харьковский предводитель дворянства был ближайшим помощником наместника (при наместничестве; затем губернатора — при губернии) и принимал участие в решении различных вопросов управления Слобожанщиной.
Непосредственным предшественником Харьковского городского совета была Харьковская городская дума.
Она была образована в мае 1787 года на основе высочайшей «Жалованной грамоте городам» от 21 апреля 1785 г. именно как орган местного самоуправления. Жители города, делившиеся на шесть категорий по имущественному цензу (кому ценз позволял), избирали в думу своих представителей.
Первым главой городской думы был избран харьковский городской голова купец первой гильдии Артемий Карпов., последним — Николай Салтыков. Исполнительным органом городской думы, занимавшимся обеспечением городского хозяйства, была харьковская управа.
Первые советы были созданы рабочими на предприятиях города в 1905 году. Харьковский Федеративный Совет был создан во время революции объединившимися социал-демократами (эсдеками) и впоследствии представителями рабочих (ХПЗ, Гельферих-Саде) 14 ноября 1905 года и существовал до января 1906 года. Изначально в совете были по 3 человека от фракций социал-демократов. С ноября по декабрь 1905, пока революция в городе не была подавлена, выходила газета данного совета — «Известия Федеративного Совета».
Харьковский совет рабочих депутатов был создан как выборный орган местной власти после Февральской революции 2 марта 1917 года (ст.ст.). 8 марта 1917 года, поскольку шла ПМВ, был создан Харьковский совет солдатских депутатов. В советское время первым председателем Харьковского совета (рабочих) депутатов стал Михаил Лазько (в 1917), последним — Евгений Кушнарёв (в 1990—1991). Оба совета, рабочий и солдатский, в 1917 почти сразу, 20 марта, объединились в Совет рабочих и солдатских депутатов. Большинство в Харьковском совете до конца ноября 1917 составляли меньшевики и эсеры. Харьковский совет в 1917 году создал рабочую милицию (полиция была разоружена), ввёл на всех предприятиях 8-часовой рабочий день, ввёл карточную систему на продукты, регулировал трудовые отношения, а после ликвидации городской думы — городским хозяйством и другими её функциями.

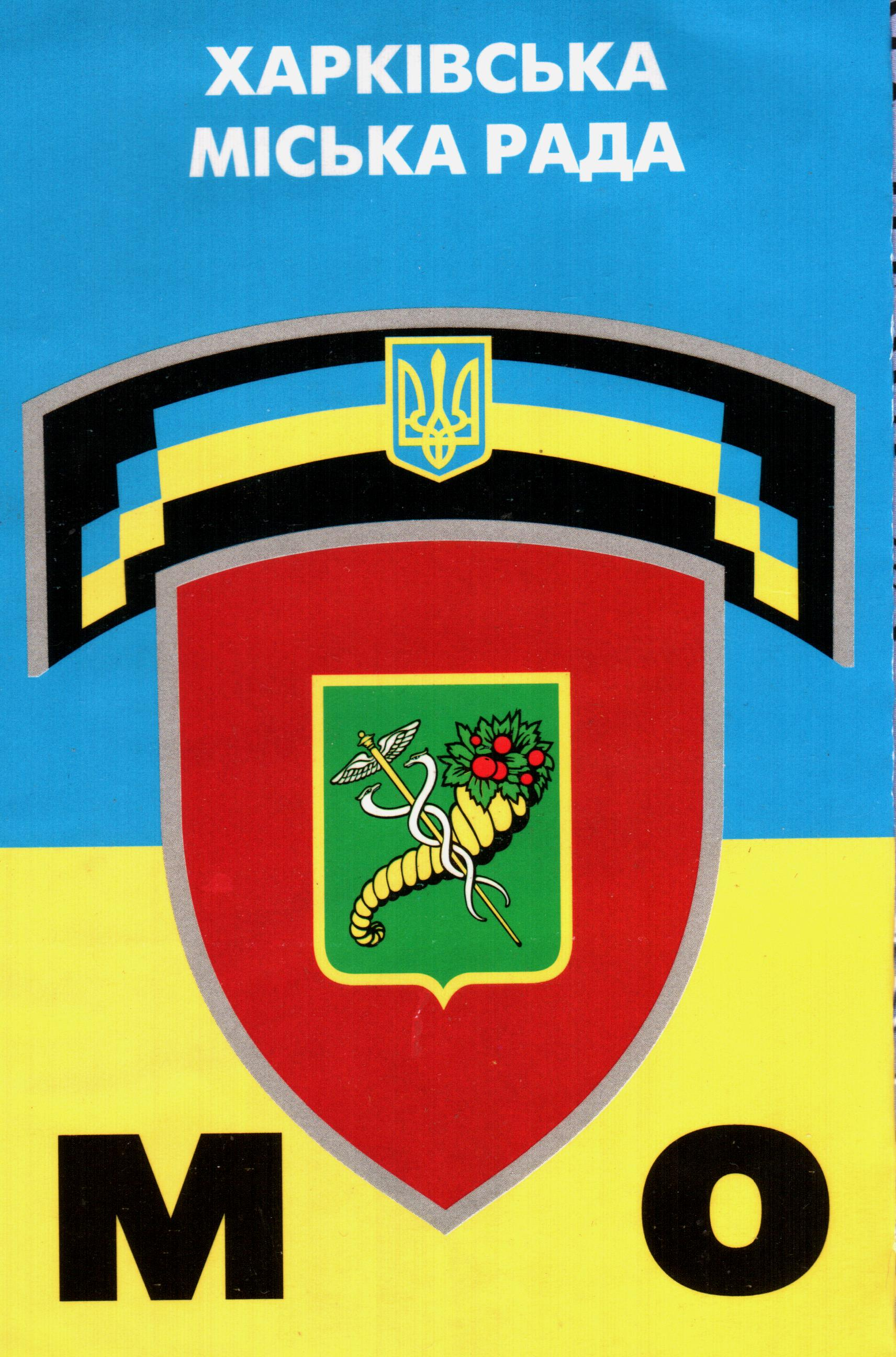
Эмблема муниципальной охраны Харьковского городского совета, 2010

Совет в 1917 году некоторое время существовал в условиях двоевластия и троевластия (Временное правительство — с конца февраля по начало ноября — Губернский общественный комитет во главе с комиссаром и Центральная Рада — с 16 апреля по 10 декабря Губернская украинская Рада во главе с паном Рубасом); одновременно в 1917 г. работала и прежняя Харьковская городская дума. 8 апреля 1918 года (ст.ст.) советская власть в городе была ликвидирована немцами. Затем в 1918—1919 и 1941—1943 годах в городе были неоднократные смены власти, соответственно менялись и органы городского управления. Так, во время оккупации с 26 октября 1941 по 30 апреля 1943 года с перерывом в феврале-марте 1943 некоторые функции городского управления (налоги с гражданского населения и перепись населения, организация школ и мелкого производства, угон населения в Рейх и т. п.) исполняла Харьковская городская управа во главе с обер-бургомистром под контролем немецкой военной администрации. Первым обер-бургомистром был полковник вермахта Петерс-Кнотте (до января 1942), последним — Павел Козакевич (до 30 апреля 1943).
С конца августа 1943 года Харьковский городской совет работает в городе без перерывов.

## Решения

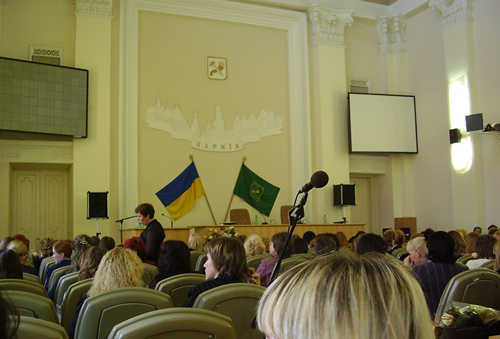
Большой зал заседаний (сессионный зал) Харьковского городского совета (пл. Конституции, 7, ІІІ этаж)

### Многократные объявления русского языка региональным
Русский язык неоднократно становился в городе официальным и региональным. В 1996 году Харьковский городской совет принял решение использовать русский язык в качестве рабочего наряду с государственным. Однако Верховный суд Украины признал это решение незаконным. Летом 2000 года Харьковский горсовет принял новое решение об официальном использовании русского языка наряду с украинским в органах и учреждениях города 31 марта 2002 года в Харькове был проведён консультативный референдум, на котором 87 % участников высказались за официальный статус русского языка на территории, подчинённой Харьковскому городскому совету.

6 марта 2006 года горсовет Харькова принял решение признать русский язык региональным Позже горсовет отклонил протест прокурора, а 6 февраля 2007 областной Апелляционный суд отказал в жалобе прокурору, оставив решение городского совета в силе).
4 июля 2007 года сессия Харьковского горсовета в уставе города закрепила положение, что русский язык на территории города Харькова является региональным.
20 августа 2012 года, после принятия Верховной Радой закона о языках, городской совет утвердил русский язык региональным языком общения и делопроизводства. На территории города Харькова на украинском либо русском языках были возможны: акты городского совета и его исполнительных органов, должностных лиц; пишутся наименования органов государственной власти и местного самоуправления, объединений граждан, предприятий, учреждений и организаций, надписи на их печатях и штампах, официальных бланках и табличках; оформляется документация местных референдумов; украинский и русский применялся в работе и делопроизводстве органов местного самоуправления и в переписке с органами государственной власти высшего уровня; тексты официальных объявлений и сообщений выполнялись государственным языком и распространялись на русском языке.
С 16 января 2021 года все заседания городского совета в соответствии с языковым законом о защите украинского языка происходят исключительно на украинском.

## Символ города
Здание городского совета стало одним из общепринятых символов Харькова.